# Jean-Pascal Labille
 (octobre 2015).
Si vous disposez d'ouvrages ou d'articles de référence ou si vous connaissez des sites web de qualité traitant du thème abordé ici, merci de compléter l'article en donnant les références utiles à sa vérifiabilité et en les liant à la section « Notes et références ».
Pour les articles homonymes, voir Labille.
Jean-Pascal Labille, né le 23 février 1961 à Charleville-Mézières (France), est un mutualiste et homme politique belge, membre du Parti socialiste. Ancien ministre fédéral, il est actuellement secrétaire général de l'Union nationale des Mutualités socialistes - Solidaris (UNMS).

## Carrière
À 18 ans, il renonce à la nationalité française dont il a hérité du fait de son lieu de naissance. Jean-Pascal Labille choisit de s’inscrire dans l’école des ingénieurs commerciaux HEC, à Liège. Installé dans la Cité ardente, il s’y découvre une orientation professionnelle, celle de réviseur d’entreprises[réf. nécessaire]. Jean-Pascal Labille décroche son diplôme d’ingénieur commercial et effectue un stage au sein d’un cabinet révisoral. En 1991, il prête serment en qualité de réviseur d’entreprises[réf. souhaitée]. Il exerce au sein de la SPRL Renouprez, Labille & Co. où il se voit notamment confier le révisorat du secteur des mutualités[Quand ?].
Du statut d’analyste externe que lui conférait sa profession de réviseur, il devient secrétaire général des Mutualités socialistes et syndicales de la Province de Liège, en 2001, rebaptisées depuis « Solidaris Mutualité ». 
C’est ainsi[Comment ?] qu’il devient administrateur de la RTBF en 2004. Cette mission en entraîne d’autres, plus ponctuelles, dans les secteurs financier, hospitalier, pharmaceutique, assurantiel ou encore de l’emploi[réf. nécessaire]. Il préside le conseil d'administration de la société régionale d'investissement wallonne (SRIW)[Quand ?].
En janvier 2013, il devient Ministre fédéral des Entreprises publiques, de la Coopération au Développement et de la Politique des Grandes Villes. Il confirme en février 2014 sa volonté de ne pas être candidat aux élections. « La fonction ministérielle est exaltante et passionnante. Ceci étant, une fonction reste une fonction. Elle doit servir un objectif, pas en devenir un à part entière », justifie-t-il à l’époque[réf. nécessaire]. Il quitte son poste de Ministre en octobre 2014[réf. souhaitée]. S’il met un terme à son expérience ministérielle, il n’entend pas pour autant quitter le champ politique : il retrouve le poste de secrétaire général de l’Union des Mutualités socialistes dont il avait pris congé 21 mois plus tôt[réf. souhaitée].
En parallèle de ses activités professionnelles, Jean-Pascal Labille est chargé de cours aux HEC-ULg depuis 1993[réf. souhaitée]. Il y organise notamment un cycle de conférences auxquelles prendront part d’illustres invités : Paul Krugman, Joseph Stiglitz, Mikhaïl Gorbatchev, Jeremy Rifkin, Élie Cohen, etc[réf. nécessaire].
Il est sanctionné par la FSMA en mai 2023 pour avoir révélé au public le 27 mai 2016 que l'État belge projetait de vendre bpost à PostNL,. L'information est alors démentie par Alexander De Croo, mais les négociations entre bpost et PostNL sont interrompues deux jours plus tard,.